# Johann Leonhard Bromig II.

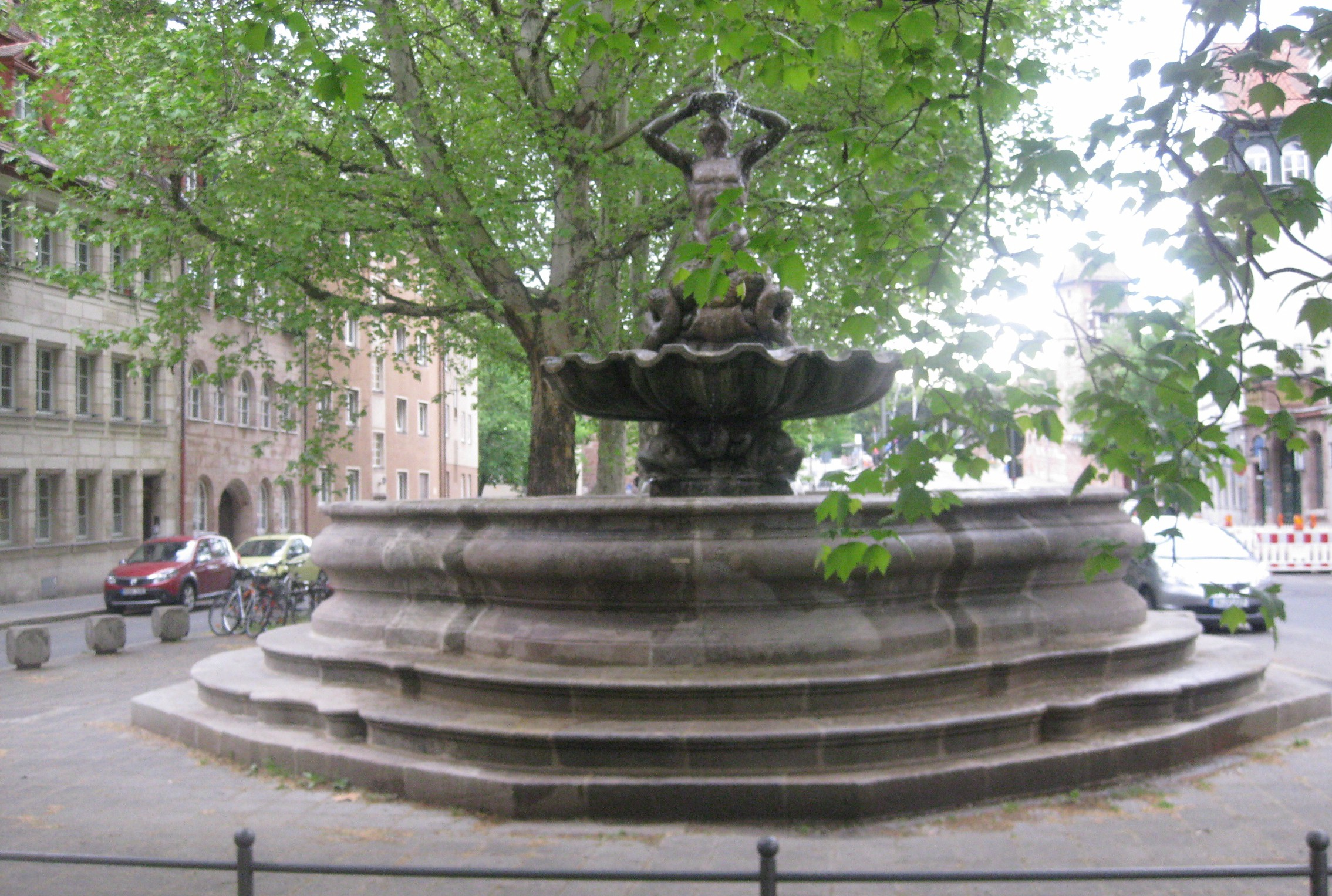
Tritonbrunnen von Leonhard Bromig

Johann Leonhard Bromig II. oder Promig (* 1670 in Nürnberg; † 2. November 1740 in Nürnberg) war ein deutscher Bildhauer und Bronzegießer in Nürnberg.
Bromig war Bildhauer und Bronzegießer der Barockzeit. Bei dem Triton-Brunnen handelt es sich um eine bescheidene Reminiszenz auf Gian Lorenzo Berninis Fontana del Tritone auf der Piazza Barberini in Rom. Die Gruppe Herkules erschlägt die Hydra befindet sich in Frankfurt am Main im Liebieghaus. Die Herkules-Antäus-Gruppe befindet sich in Weimar. Bromig betätigte sich auch als Holzschnitzer. Er schuf sechs Schilder für die Herrschaftsloge der Tucher in der St.-Egidien-Kirche in Nürnberg 1713/14.

## Werke (Auswahl)
- Herkules erschlägt die Hydra, 1725
- Triton-Brunnen, Maxplatz, Nürnberg, 1687 und 1689
- Herkules-Antäus-Gruppe, 1725.